# Elena Palumbo Mosca
Pour les articles homonymes, voir Mosca.
Elena Palumbo Mosca, née en 1934 à Turin, est une artiste peintre et interprète italienne. Elle est notamment connue pour avoir collaboré avec l'artiste français Yves Klein pour ses anthropométries.

## Biographie
Elena Palumbo Mosca est originaire de Turin dans le Piémont en l'Italie du Nord-Ouest. Issue d'une famille de musiciens, elle pratiquait le patinage artistique, la danse et devient championne d'Italie de plongeon artistique à 16 ans.
Afin d'apprendre le français, Elena Palumbo Mosca publie une annonce pour devenir jeune fille au pair dans le journal Nice-Matin. Elle obtient une réponse positive de la part d'un jeune couple d'artistes, à savoir le peintre et sculpteur Arman et la musicienne Éliane Radigue, dont elle devient rapidement proche,,. Yves Klein étant un ami du couple, elle se lie d'amitié avec lui.
Dans sa vingtaine, Elena Palumbo Mosca quitte la Côte d'Azur et commence ses études d'interprète à Paris, qu'elle finance notamment en travaillant dans des cabarets à Pigalle en tant que danseuse. Elle s'installe alors chez Yves Klein qui vivait à l'époque avec l'artiste allemande Rotraut, qui deviendra plus tard sa femme,. Elle se passionne également pour le jazz et rencontrera à Paris James Baldwin,.
Elena Palumbo Mosca reste en contact avec Yves Klein, qui pense à elle pour son concept d’Anthropométries et participe à la première performance le 9 mars 1960 à la Galerie Internationale d'art contemporain, rue Saint-Honoré.
Elena Palumbo Mosca travaille en tant qu'interprète au sein des Institutions de l'Union européenne à Bruxelles pendant plus de trente ans.
A la retraite, Elena Palumbo Mosca vit entre Bruxelles et Diano San Pietro, et continue son travail de traduction en adaptant, de l'espagnol vers l'italien les poèmes d'Angeles Mora.

## Travail avec Yves Klein

### Anthropométries
Elena Palumbo Mosca a réalisé entre vingt et trente œuvres avec Yves Klein, en utilisant son corps pour peindre à partir de mars 1960. Les Anthropométries sont des peintures conceptuelles de nus réalisés par des modèles recouverts de la fameuse peinture International Klein Blue IKB 191 et en les pressant contre les toiles. Elena Palumbo Mosca confie que l'application de la peinture était une tâche très physique mais que ce n'était pas un problème pour elle, étant habituée grâce à ses pratiques sportives, à être en mouvement.
Elena Palumbo Mosca a réalisé des Anthropométries jusqu'en février-mars 1962 lors de prestations au Gaz de France pour la série «Peintures de feu», mêlant à la fois l'eau, le feu et les peintures.

### Collaboratrice plutôt que «pinceau vivant»
Bien que les critiques d'art, dont Pierre Restany, aient qualifié le rôle des collaboratrices d'Yves Klein de « pinceaux vivants », Elena Palumbo Mosca a toujours refusé cette appellation la ramenant à un statut d'objet : « Je ne suis pas un objet » confie-t-elle,. De plus, elle souligne que Yves Klein ne les a jamais traitées comme des pinceaux mais comme des collaboratrices.

### Travail non rémunéré
Yves Klein n'a pas payé Elena Palumbo Mosca ni aucune de ses collaboratrices pour les Anthropométries. Même si aujourd'hui ses œuvres sont vendues plusieurs millions de dollars, elle ne souhaite pas mêler des affaires d'argent avec le travail artistique.
Elle confie dans une interview :
« j’ai participé à des tableaux qui coûtent des millions de dollars… et je n’ai pas l’argent pour m’acheter une nouvelle bagnole ».

### Œuvres réalisées en collaboration (non exhaustive)
- Anthropométrie de l'époque bleue (ANT 82), 1960
- Anthropométrie suaire sans titre (ANT SU 4), 1960
- Anthropométrie sans titre (ANT 8), ca. 1960
- Anthropométrie sans titre (ANT 101), 1960